# Zərrəb
Zərrəb è un comune dell'Azerbaigian situato nel distretto di Oğuz. Conta una popolazione di 272 abitanti.